# لطفي (اسم)
لطفي هو اسم علم مذكر من أصل عربي، ومعناه هو منسوب إلى اللطف، ومتصف به.

## شخصيات تحمل الاسم
- لطفي أوزكوك (15 مارس 1923 – 31 أكتوبر 2017)
- لطفي الحفار (1891 – 1968)
- لطفي الدزيري (ممثل تونسي، 6 يناير 1946 – 5 مايو 2013)
- لطفي إلفان (سياسي تركي، 12 مارس 1962 – )
- لطفي باشا (الصدر الاعظم(الوزير الاعظم) للدولة العثمانية، 1488 – 1562)
- لطفي بن جدو (سياسي تونسي، 31 يوليو 1964 – )
- لطفي بوشناق (موسيقي تونسي، 18 يناير 1954 – )
- لطفي زادة (4 فبراير 1921[3] – 6 سبتمبر 2017)
- لطفي زيتون (سياسي تونسي، 13 أغسطس 1964 – )
- لطفي لبيب (ممثل مصري، 18 أغسطس 1947 – )

## وصلات خارجية
- موسوعة السلطان قابوس لأسماء العرب نسخة محفوظة 5 أبريل 2019 على موقع واي باك مشين.